# Winfield (Indiana)
Winfield es un pueblo ubicado en el condado de Lake en el estado estadounidense de Indiana. En el Censo de 2010 tenía una población de 4383 habitantes y una densidad poblacional de 140,54 personas por km².

## Geografía
Winfield se encuentra ubicado en las coordenadas 41°24′44″N 87°15′45″O / 41.41222, -87.26250. Según la Oficina del Censo de los Estados Unidos, Winfield tiene una superficie total de 31.19 km², de la cual 31.01 km² corresponden a tierra firme y (0.55%) 0.17 km² es agua.

## Demografía
Según el censo de 2010, había 4383 personas residiendo en Winfield. La densidad de población era de 140,54 hab./km². De los 4383 habitantes, Winfield estaba compuesto por el 88.46% blancos, el 3.7% eran afroamericanos, el 0.43% eran amerindios, el 3.54% eran asiáticos, el 0.02% eran isleños del Pacífico, el 2.53% eran de otras razas y el 1.32% pertenecían a dos o más razas. Del total de la población el 8.92% eran hispanos o latinos de cualquier raza.